# Simone Iocolano
Simone Iocolano (Turín, Italia, 17 de octubre de 1989) es un futbolista italiano que juega como centrocampista en la Juventus de Turín "B" de la Serie C.

## Trayectoria
Debutó en la Serie C con el Bassano Virtus 55 S. T. el 22 de agosto de 2010 en un partido contra el S.P.A.L.
El 24 de enero de 2016, tras pasar siete años en el Bassano Virtus 55 S. T., se incorporó al U. S. Alessandria Calcio 1912.

### A. C. Monza
El 2 de octubre de 2018 fue fichado por el A. C. Monza. El 25 de enero de 2019 se incorporó a la Virtus Entella en calidad de cedido.

### Calcio Lecco 1912
El 23 de septiembre de 2020 fue fichado por el Calcio Lecco 1912.

### Juventus de Turín "B"
El 21 de enero de 2022 fichó por la Juventus de Turín "B". Debutó con el equipo dos días después en una derrota por 2-0 ante el F. C. Pro Vercelli 1892. El 17 de febrero de 2022 marcó su primer gol con la Juventus de Turín "B" en una victoria por 4-0 contra el Piacenza Calcio.

## Vida personal
Él y su esposa, Francesca, tienen una hija llamada Cecilia, nacida el 15 de junio de 2020.

## Estadísticas

### Clubes
Actualizado al último partido disputado el 14 de enero de 2024.
| Club                             | Div.          | Temporada     | Liga  | Liga  | Copas nacionales | Copas nacionales | Copas internacionales | Copas internacionales | Total | Total |
| Club                             | Div.          | Temporada     | Part. | Goles | Part.            | Goles            | Part.                 | Goles                 | Part. | Goles |
| -------------------------------- | ------------- | ------------- | ----- | ----- | ---------------- | ---------------- | --------------------- | --------------------- | ----- | ----- |
| A. S. D. Calcio Ivrea · Italia   | 4.ª           | 2005-06       | 1     | 0     | 0                | 0                | ―                     | ―                     | 1     | 0     |
| A. S. D. Calcio Ivrea · Italia   | 4.ª           | 2008-09       | 12    | 2     | 0                | 0                | ―                     | ―                     | 12    | 2     |
| A. S. D. Calcio Ivrea · Italia   | Total club    | Total club    | 13    | 2     | 0                | 0                | 0                     | 0                     | 13    | 2     |
| Bassano Virtus 55 S. T. · Italia | 4.ª           | 2009-10       | 26    | 1     | 0                | 0                | ―                     | ―                     | 26    | 1     |
| Bassano Virtus 55 S. T. · Italia | 3.ª           | 2010-11       | 8     | 0     | 0                | 0                | ―                     | ―                     | 8     | 0     |
| Bassano Virtus 55 S. T. · Italia | 3.ª           | 2011-12       | 7     | 0     | 0                | 0                | ―                     | ―                     | 7     | 0     |
| S. C. Vallée d'Aoste · Italia    | 4.ª           | 2012-13       | 11    | 2     | 0                | 0                | ―                     | ―                     | 11    | 2     |
| S. C. Vallée d'Aoste · Italia    | Total club    | Total club    | 11    | 2     | 0                | 0                | 0                     | 0                     | 11    | 2     |
| Bassano Virtus 55 S. T. · Italia | 4.ª           | 2013-14       | 29    | 10    | 4                | 0                | ―                     | ―                     | 33    | 10    |
| Bassano Virtus 55 S. T. · Italia | 3.ª           | 2014-15       | 39    | 9     | 5                | 1                | ―                     | ―                     | 44    | 10    |
| Bassano Virtus 55 S. T. · Italia | 3.ª           | 2015-16       | 19    | 5     | 2                | 1                | ―                     | ―                     | 21    | 6     |
| Bassano Virtus 55 S. T. · Italia | Total club    | Total club    | 128   | 25    | 11               | 2                | 0                     | 0                     | 139   | 27    |
| U. C. Alessandria 1912 · Italia  | 3.ª           | 2015-16       | 15    | 3     | 2                | 0                | ―                     | ―                     | 17    | 3     |
| U. C. Alessandria 1912 · Italia  | 3.ª           | 2016-17       | 38    | 4     | 3                | 1                | ―                     | ―                     | 41    | 5     |
| U. C. Alessandria 1912 · Italia  | 3.ª           | 2017-18       | 0     | 0     | 2                | 0                | ―                     | ―                     | 2     | 0     |
| U. C. Alessandria 1912 · Italia  | Total club    | Total club    | 53    | 7     | 7                | 1                | 0                     | 0                     | 60    | 8     |
| S. S. C. Bari · Italia           | 2.ª           | 2017-18       | 22    | 0     | 1                | 0                | ―                     | ―                     | 23    | 0     |
| S. S. C. Bari · Italia           | Total club    | Total club    | 22    | 0     | 1                | 0                | 0                     | 0                     | 23    | 0     |
| A. C. Monza · Italia             | 3.ª           | 2018-19       | 16    | 1     | 0                | 0                | ―                     | ―                     | 16    | 1     |
| Virtus Entella · Italia          | 3.ª           | 2018-19       | 19    | 4     | 2                | 1                | ―                     | ―                     | 21    | 5     |
| Virtus Entella · Italia          | Total club    | Total club    | 19    | 4     | 2                | 1                | 0                     | 0                     | 21    | 5     |
| A. C. Monza · Italia             | 3.ª           | 2019-20       | 24    | 2     | 4                | 3                | ―                     | ―                     | 28    | 5     |
| A. C. Monza · Italia             | Total club    | Total club    | 24    | 2     | 4                | 3                | 0                     | 0                     | 28    | 5     |
| Calcio Lecco 1912 · Italia       | 3.ª           | 2020-21       | 30    | 11    | 0                | 0                | ―                     | ―                     | 30    | 11    |
| Calcio Lecco 1912 · Italia       | 3.ª           | 2021-22       | 20    | 3     | 1                | 1                | ―                     | ―                     | 21    | 4     |
| Calcio Lecco 1912 · Italia       | Total club    | Total club    | 50    | 14    | 1                | 1                | 0                     | 0                     | 51    | 15    |
| Juventus de Turín "B" · Italia   | 3.ª           | 2021-22       | 22    | 2     | 0                | 0                | ―                     | ―                     | 22    | 2     |
| Juventus de Turín "B" · Italia   | 3.ª           | 2022-23       | 19    | 4     | 7                | 1                | ―                     | ―                     | 26    | 5     |
| Juventus de Turín "B" · Italia   | 3.ª           | 2023-24       | 5     | 0     | 0                | 0                | ―                     | ―                     | 5     | 0     |
| Juventus de Turín "B" · Italia   | Total club    | Total club    | 46    | 6     | 7                | 1                | 0                     | 0                     | 53    | 7     |
| Total carrera                    | Total carrera | Total carrera | 366   | 62    | 33               | 9                | 0                     | 0                     | 399   | 71    |